# 石見智翠館高等学校
石見智翠館高等学校（いわみちすいかんこうとうがっこう）は、島根県江津市渡津町に所在する私立高等学校。
かつては江の川高等学校（ごうのかわこうとうがっこう）という校名であったが、2009年（平成21年）4月に現校名に変更した。
部活動では、女子ラグビー部が歴代最多計7回（高校選抜女子セブンズ大会4回・サニックス・ワールド・ラグビー・ユース交流大会1回・全国U18女子セブンズ3回）のセブンズタイトルを獲得している。男子ラグビー部は全国高校ラグビー大会連続出場2位タイ（33回）の記録を持っている。

## 沿革
- 1907年（明治40年）4月 - 島根県邑智郡川本町に邑智裁縫女学館を創設する（通称は川本女学館）。
- 1945年（昭和20年）3月 - 財団法人川本農業専修女学校設立。
- 1948年（昭和23年）3月 - 学制改革に伴い、川本家政高等学校および川本和洋装学園の認可を受ける。
- 1959年（昭和34年）3年 - 江津市大字郷田に姉妹校「江津女子高等学校」設置許可を受ける。
- 1961年（昭和36年）4月 - 江津市大字渡津に両姉妹校を統合合併する。
- 1963年（昭和38年）1月 - 男女共学制を実施し、江の川高等学校と校名変更の許可を受ける。
- 1973年（昭和48年）10月 - 江の川の河川護岸工事により校地を現在地に移転。
- 1990年（平成2年）4月 - 川本町に創立記念碑を建立。
- 1991年（平成3年）3月 - 柔剣道場落成。
- 1993年（平成5年）2月 - 国際教育棟落成。
- 1996年（平成8年）4月 - 通信制課程を新設する。
- 2002年（平成14年）3月 - 智翠館棟落成。
- 2008年（平成20年）6月 - 山口東京理科大学（現 山陽小野田市立山口東京理科大学）と交流協力協定。
- 2009年（平成21年）4月 - 石見智翠館高等学校へ校名を変更。
- 2010年（平成22年）6月 - 第2グラウンド芝生化。
- 2011年（平成23年）3月 - 通信制課程閉課程[1]
- 2020年（令和2年）10月 - 第2グラウンド人工芝化。

## 基礎データ

### 所在地
- 島根県江津市渡津町1904番地1

### 設置学科

#### 2009年度以降の設置課程
- 全日制課程（普通科）
  - 智翠館特別コース
  - 文理進学コース
  - 理系特別コース
  - スポーツコース
- 通信制課程 普通科（2011年閉課程）

#### 2008年度以前の設置課程
- 全日制課程（普通科）
  - 智翠館
  - I類特別進学（大学進学コース）
  - II類総合（普通科コース）
  - III類（スポーツ強化コース）
- 通信制課程

### 友好校・姉妹校提携
- 石家庄外国語学校
- 大連東方外国語学校
- 北京経済技術開発区実験学校

など

## 学校行事
- 三上祭（学園祭）
- 百人一首大会

## 部活動

### 運動系
- 硬式野球部

- 1975年、第57回全国高等学校野球選手権大会に初出場（2回戦敗退）
- 1987年、第69回全国高等学校野球選手権大会に11年ぶり2回目出場（1回戦敗退）
- 1988年、第70回全国高等学校野球選手権大会に2年連続3回目出場（ベスト8）
- 1994年、第66回選抜高等学校野球大会に初出場（1回戦敗退）
- 1994年、第76回全国高等学校野球選手権大会に6年ぶり4回目出場
- 1995年、第77回全国高等学校野球選手権大会に2年連続5回目出場
- 2003年、第85回全国高等学校野球選手権大会に8年ぶり6回目出場しベスト4
- 2005年、第87回全国高等学校野球選手権大会に2年ぶり7回目出場
- 2013年、第95回全国高等学校野球選手権大会に校名変更後、初出場（8年ぶり8回目）（1回戦敗退）
- 2015年、第97回全国高等学校野球選手権大会に2年ぶり9回目出場（2回戦敗退）
- 2019年、第101回全国高等学校野球選手権大会に4年ぶり10回目出場（1回戦敗退）なお、島根大会決勝では開星高校との対決で逆転サヨナラ勝ちで優勝。
- 2021年、第103回全国高等学校野球選手権大会に2大会連続11回目出場（ベスト8）

- 男子ラグビー部

- 1991年、第71回全国高等学校ラグビーフットボール大会（初出場）1回戦敗退
- 1992年、第72回全国高等学校ラグビーフットボール大会 1回戦敗退
- 1993年、第73回全国高等学校ラグビーフットボール大会 3回戦敗退
- 1994年、第74回全国高等学校ラグビーフットボール大会 2回戦敗退
- 1995年、第75回全国高等学校ラグビーフットボール大会 2回戦敗退
- 1996年、第76回全国高等学校ラグビーフットボール大会 3回戦敗退
- 1997年、第77回全国高等学校ラグビーフットボール大会 2回戦敗退
- 1998年、第78回全国高等学校ラグビーフットボール大会 2回戦敗退
- 1999年、第79回全国高等学校ラグビーフットボール大会 3回戦敗退
- 2000年、第80回全国高等学校ラグビーフットボール大会 3回戦敗退
- 2001年、第81回全国高等学校ラグビーフットボール大会 1回戦敗退
- 2002年、第82回全国高等学校ラグビーフットボール大会 2回戦敗退
- 2003年、第83回全国高等学校ラグビーフットボール大会 1回戦敗退
- 2004年、第84回全国高等学校ラグビーフットボール大会 1回戦敗退
- 2005年、第85回全国高等学校ラグビーフットボール大会 2回戦敗退
- 2006年、第86回全国高等学校ラグビーフットボール大会 2回戦敗退
- 2007年、第87回全国高等学校ラグビーフットボール大会 2回戦敗退
- 2008年、第88回全国高等学校ラグビーフットボール大会 1回戦敗退
- 2009年、第89回全国高等学校ラグビーフットボール大会 1回戦敗退
- 2010年、第90回全国高等学校ラグビーフットボール大会 2回戦敗退
- 2011年、第91回全国高等学校ラグビーフットボール大会 3回戦敗退
- 2012年、第13回全国高等学校選抜ラグビーフットボール大会 準優勝
- 2012年、第92回全国高等学校ラグビーフットボール大会 ベスト8
- 2013年、第93回全国高等学校ラグビーフットボール大会 3回戦敗退
- 2014年、第94回全国高等学校ラグビーフットボール大会 2回戦敗退
- 2015年、第95回全国高等学校ラグビーフットボール大会 ベスト4
- 2016年、第96回全国高等学校ラグビーフットボール大会 ベスト8
- 2017年、第97回全国高等学校ラグビーフットボール大会 3回戦敗退
- 2018年、第98回全国高等学校ラグビーフットボール大会 ベスト8
- 2019年、第99回全国高等学校ラグビーフットボール大会 3回戦敗退

- 女子ラグビー部

- 2011年、創部
- 2013年、第2回全国高等学校選抜女子セブンズラグビーフットボール大会優勝
- 2014年、第3回全国高等学校選抜女子セブンズラグビーフットボール大会優勝（2連覇）
- 2014年、ラグビーフットボール女子種目平成26年度オリンピック候補競技校指定
- 2015年、第4回全国高等学校選抜女子セブンズラグビーフットボール大会優勝（3連覇）
- 2016年、第5回全国高等学校選抜女子セブンズラグビーフットボール大会優勝（4連覇）
- 2018年、サニックス・ワールド・ラグビー・ユース交流大会優勝
- 2018年、第1回全国U18女子セブンズラグビーフットボール大会優勝
- 2019年、第2回全国U18女子セブンズラグビーフットボール大会優勝（2連覇）
- 2022年、第5回全国U18女子セブンズラグビーフットボール大会優勝

- サッカー部
  - 2007年、第86回全国高等学校サッカー選手権大会に創部21年目で初出場。
  - 2014年、1部リーグ昇格
- 女子バレーボール部
  - 2014年、第19回全国私立高等学校男女バレーボール選手権大会出場。
- 男子ソフトテニス部
- 女子ソフトテニス部
- 陸上競技部

### 文化系
- 吹奏楽部
- 放送部
- インターアクト部
- Sクラブ
- 軽音楽部
- 百人一首愛好会
- アニメ・イラストクラブ

## 著名な出身者

### プロ野球
- 谷繁元信 - 捕手、中日ドラゴンズ元監督
- 星山忠弘 - 投手、阪神タイガース
- 入野久彦 - 捕手、読売ジャイアンツ→東北楽天ゴールデンイーグルス
- 小林寛 - 投手、横浜DeNAベイスターズ→JFE西日本硬式野球部
- 松井飛雄馬 - 内野手、横浜DeNAベイスターズ
- 戸根千明 - 投手、広島東洋カープ
- 水谷瞬 - 外野手、福岡ソフトバンクホークス→北海道日本ハムファイターズ
- 久保修 - 外野手、広島東洋カープ
- 山崎琢磨 - 投手、福岡ソフトバンクホークス

### サッカー
- 染矢一樹
- 山岡哲也

### ラグビー
- 豊山昌彦 - プロップ（トヨタ自動車ヴェルブリッツ）
- 大隈隆明 - フランカー（近鉄ライナーズ→清水建設ブルーシャークス）
- 茂野洸気 - ウィング（NECグリーンロケッツ）
- 芳野寛 - フッカー（リコーブラックラムズ）
- 茂野海人 - スクラムハーフ（NECグリーンロケッツ→トヨタ自動車ヴェルブリッツ、サンウルブズ）
- 阪本圭輔 - スタンドオフ（サントリーサンゴリアス）
- 山本浩輝 - フランカー（東芝ブレイブルーパス）
- 越田勝利 - プロップ（ホンダヒート）
- 福島わさな - スタンドオフ（東京山九フェニックス）
- 忽那健太 - スタンドオフ、センター（ホンダヒート）
- 竹中太一 - スタンドオフ、フルバック（宗像サニックスブルース）
- 中野将宏 - ウィング（帆柱クラブ→中国電力レッドレグリオンズ）
- 加藤竜聖 - フッカー、ナンバーエイト（トヨタ自動車ヴェルブリッツ）
- 横井隼 - フランカー（宗像サニックスブルース）
- 小幡将己 - センター（NECグリーンロケッツ）
- 仁熊秀斗 - ウィング、フルバック（サントリーサンゴリアス）
- 岡山仙治 - フランカー（クボタスピアーズ）
- 原わか花 - ウィング（東京山九フェニックス）
- 永井彩乃 - フランカー（YOKOHAMA TKM）
- 大谷芽生 - センター（ARUKAS QUEEN）
- 小林花奈子 - センター（エクセター・チーフス）
- 佐藤優奈 - ロック（東京山九フェニックス）
- 阿部恵 - スクラムハーフ（ARUKAS QUEEN）
- 今釘小町 - スタンドオフ、センター（ARUKAS QUEEN）
- 永岡萌 - フランカー（YOKOHAMA TKM）
- 大塚朱紗 - スタンドオフ、センター（RKU龍ケ崎GRACE）
- 小牧日菜多 - プロップ
- 林隆広 - ウィング（花園近鉄ライナーズ）
- 柳川正秀 - プロップ（NTTコミュニケーションズシャイニングアークス東京ベイ浦安）
- 甲斐登生 - プロップ（クボタスピアーズ船橋・東京ベイ）
- 武内慎 - ロック（浦安D-Rocks）
- 西村澪 - ロック（日本体育大学）
- 中村沙弥 - FW（四国大学女子ラグビー部）
- 大橋聖香 - BK（ナナイロプリズム福岡）
- 石田茉央 - FW（東京山九フェニックス）
- ノッコン寺田（寺田幸司） - ウィングスリークォーターバック、センタースリークォーターバック（近鉄ライナーズ）[2]

## 不祥事

### 女子寮風呂盗撮事件
2023年2月10日、石見智翠館は江津市内で記者会見を開き、女子寮の風呂場が盗撮の被害を受けたことを公表した。盗撮画像は少なくとも6枚あり、AirDrop機能を通じて生徒間で送受信されていた。
同年1月20日に女子寮生が女性教諭に相談したことで学校は問題を把握した。同日中に島根県警江津警察署に相談して捜査が開始され、2023年9月に江津警察署は盗撮行為に関わった疑いで同校の生徒数人を書類送検した。
本事件を受け、1月24日から1月28日まで全ての部活動が停止された。その後、男子ラグビー部が全国高等学校選抜ラグビーフットボール大会の予選出場を辞退することが明らかになった。
なお、過去にも類似事件があったことが報道されている。